# 馬祖民俗文物館
馬祖民俗文物館（福州語平話字：Mā-cū Mìng-sṳ̆k Ùng-ŭk-guāng）是位於中華民國福建省連江縣南竿鄉的一座以馬祖在地的閩東文化為主題的博物館。

## 歷史
馬祖民俗文物館前身是民國六十三年（1974年）連江縣政府於勝利水庫右方興建的歷史文物館，為二層水泥建築。曾於民國七十二年（1983年）重修再開館，惟當時展場空間狹隘並維護不佳。
1997年，由時任連江縣長曹常順向行政院文化建設委員會爭取補助一億八千萬元，將舊館拆除，於原址擴建新館。1998年正式動工，2002年主體建築竣工，新館進行內部規劃設計，於2004年1月1日，正式以「馬祖民俗文物館」為名重新開放。

## 主題展覽
館內透過產業、婚喪喜慶、建築、語言等生活民俗文物，來呈現馬袓獨特的閩東文化特色。文物館採閩東建築樣式建造，為單棟五層樓建築物，造型高低錯落，塑造聚落群體意象，突顯地區文化特質，並具備展覽、會議、多媒體視聽教學之等功能。

## 周邊景點
- 介壽公園
- 勝利水庫
- 經國先生紀念堂

## 外部連結
- 馬祖民俗文物館的Facebook專頁